# Struga (powiat kościerski)
Struga – wieś w Polsce położona w województwie pomorskim, w powiecie kościerskim, w gminie Stara Kiszewa. 
Wieś  kociewska na północnym obrzeżu kompleksu leśnego Borów Tucholskich, położona  przy drodze wojewódzkiej nr 214, między jeziorami Struga i Wielkim.

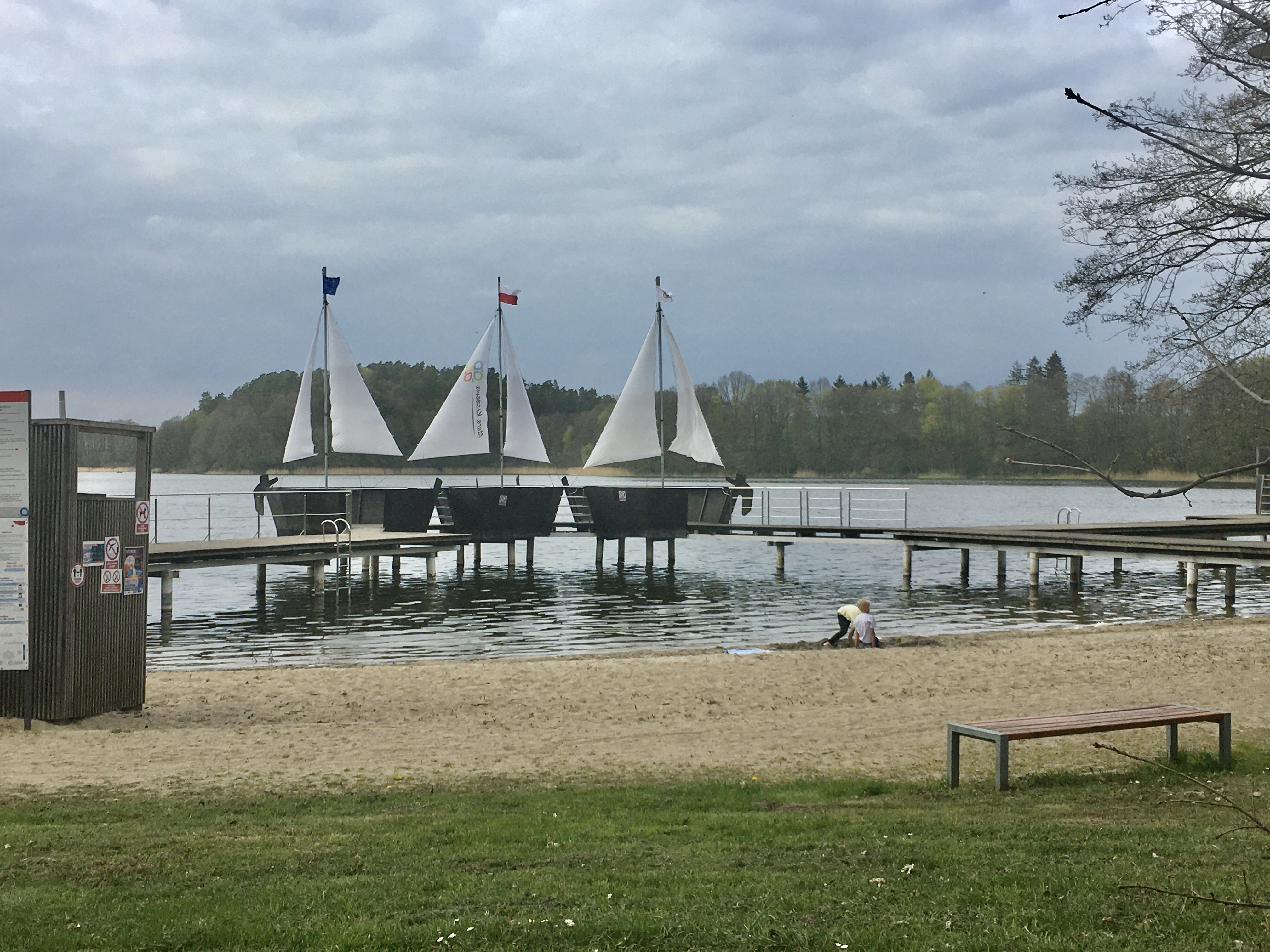
Plaża nad jeziorem w Strudze

W latach 1975–1998 miejscowość administracyjnie należała do województwa gdańskiego.
W 2015 oddano do użytku kąpielisko gminne nad jeziorem Wielkim.